# مونتور
مونتور (بالإنجليزية: Montour, Iowa)‏ هي مدينة تقع في ولاية آيوا في الولايات المتحدة. تبلغ مساحة هذه المدينة 1.19 (كم²)، وترتفع عن سطح البحر 258 م، بلغ عدد سكانها 249 نسمة في عام 2012 حسب إحصاء مكتب تعداد الولايات المتحدة.

## التركيبة السكانية
قام مكتب تعداد الولايات المتحدة بتحديد بيانات التركيبة السكانية لمونتورفي تعداد الولايات المتحدة. في ما يلي، التركيبة السكانية حسب تعدادي 2000 و2010.

### تعداد عام 2000
بلغ عدد سكان مونتور 285 نسمة بحسب تعداد عام 2000، وبلغ عدد الأسر 116 أسرة وعدد العائلات 85 عائلة مقيمة في المدينة. في حين سجلت الكثافة السكانية 630.0 نسمة لكل ميل مربع (243.2/كم2). وبلغ عدد الوحدات السكنية 124 وحدة بمتوسط كثافة قدره 274.1 نسمة لكل ميل مربع (105.8/كم2).
وتوزع التركيب العرقي للمدينة بنسبة 96.49% من البيض و 2.46% من الأمريكيين الأصليين و 1.05% من عرقين مختلطين أو أكثر.
بلغ عدد الأسر 116 أسرة كانت نسبة 30.2% منها لديها أطفال تحت سن الثامنة عشر تعيش معهم، وبلغت نسبة الأزواج القاطنين مع بعضهم البعض 62.9% من أصل المجموع الكلي للأسر، ونسبة 8.6% من الأسر كان لديها معيلات من الإناث دون وجود شريك، وكانت نسبة 25.9% من غير العائلات. تألفت نسبة 19.8% من أصل جميع الأسر من أفراد ونسبة 6.0% كانوا يعيش معهم شخص وحيد يبلغ من العمر 65 عاماً فما فوق. وبلغ متوسط حجم الأسرة المعيشية 2.80، أما متوسط حجم العائلات فبلغ 2.46.
بلغ العمر الوسطي للسكان 39 عاماً. وكانت نسبة 6.7% بين الثامنة عشر والأربعة وعشرون عاماً، ونسبة 31.2% كانت واقعةً في الفئة العمرية ما بين الخامسة والعشرون حتى والأربعة وأربعون عاماً، ونسبة 24.2% كانت ما بين الخامسة والأربعون حتى الرابعة والستون، ونسبة 13.3% كانت ضمن فئة الخامسة والستون عاماً فما فوق. يوجد لكل 100 أنثى 109.6 ذكر، ويوجد لكل 100 أنثى في الثامنة عشر من عمرها فما فوق 108.7 ذكر.
بلغ متوسط دخل الأسرة في المدينة 40,000 دولار، أما متوسط دخل العائلة فبلغ 43,500 دولار. وكان متوسط دخل الذكور 34,375 دولار مقابل 21,979 دولار للإناث. وسجل دخل الفرد الخاص بالمدينة 16,786 دولار. وكانت نسبة 2.6% من العائلات ونسبة 4.7% من السكان تحت خط الفقر، وكان من هؤلاء نسبة 2.0% تحت سن الثامنة عشر ولا أحد منهم في الخامسة والستين من العمر وما فوق.

### تعداد عام 2010
بلغ عدد سكان مونتور 249 نسمة بحسب تعداد عام 2010، وبلغ عدد الأسر 106 أسرة وعدد العائلات 71 عائلة مقيمة في المدينة. في حين سجلت الكثافة السكانية 541.3 نسمة لكل ميل مربع (209.0/كم2). وبلغ عدد الوحدات السكنية 116 وحدة بمتوسط كثافة قدره 252.2 لكل ميل مربع (97.4/كم2).
وتوزع التركيب العرقي للمدينة بنسبة 94.4% من البيض و 4.4% من الأمريكيين الأصليين و 0.8% من عرقين مختلطين أو أكثر.
بلغ عدد الأسر 106 أسرة كانت نسبة 25.5% منها لديها أطفال تحت سن الثامنة عشر تعيش معهم، وبلغت نسبة الأزواج القاطنين مع بعضهم البعض 53.8% من أصل المجموع الكلي للأسر، ونسبة 10.4% من الأسر كان لديها معيلات من الإناث دون وجود شريك، بينما كانت نسبة 2.8% من الأسر لديها معيلون من الذكور دون وجود شريكة وكانت نسبة 33.0% من غير العائلات. تألفت نسبة 28.3% من أصل جميع الأسر من أفراد ونسبة 11.3% كانوا يعيش معهم شخص وحيد يبلغ من العمر 65 عاماً فما فوق. وبلغ متوسط حجم الأسرة المعيشية 2.86، أما متوسط حجم العائلات فبلغ 2.35.
بلغ العمر الوسطي للسكان 45.1 عاماً. وكانت نسبة 21.3% من القاطنين تحت سن الثامنة عشر، وكانت نسبة 4.7% بين الثامنة عشر والأربعة وعشرون عاماً، ونسبة 23.6% كانت واقعةً في الفئة العمرية ما بين الخامسة والعشرون حتى والأربعة وأربعون عاماً، ونسبة 34.8% كانت ما بين الخامسة والأربعون حتى الرابعة والستون، ونسبة 15.3% كانت ضمن فئة الخامسة والستون عاماً فما فوق. وتوزع التركيب الجنسي للسكان بنسبة 49.0% ذكور و51.0% إناث.